# Коллекционер (фильм, 2009)
«Коллекционер» (англ. The Collector) — американский фильм ужасов 2009 года, снятый по сценарию Маркуса Данстэна и Патрика Мэлтона, срежиссированный Данстэном. Первоначально кинокартина называлась «Полуночный человек» (англ. The Midnight Man) и была задумана как приквел к франшизе «Пила», но продюсеры были против этой идеи и быстро отклонили её.
В 2012 году вышел сиквел — «Коллекционер 2».

## Сюжет
Аркин — бывший заключённый, который в составе рабочей артели занимается ремонтом дома семьи Чейз. Жена Аркина задолжала ростовщикам, поэтому, чтобы защитить её и их общую дочь Синди, Аркин планирует вломиться в дом Чейзов и украсть редкий драгоценный камень, чтобы жена могла отдать свой долг.
На следующий день Аркин вламывается в дом, поднимается по лестнице и начинает взламывать сейф. Однако вскоре он обнаруживает, что кто-то его опередил и подготовил множество смертельных ловушек по всему дому. Другой преступник — Коллекционер — угрожает семье.

## В ролях
| Актёр               | Роль           |
| ------------------- | -------------- |
| Джош Стюарт         | Аркин О’Брайен |
| Майкл Рейли Бурк    | Майкл Чейз     |
| Андреа Рот          | Виктория Чейз  |
| Хуан Фернандес      | Коллекционер   |
| Карли Скотт Коллинз | Ханна Чейз     |
| Мэйделин Зима       | Джилл Чейз     |
| Даниэлла Алонсо     | Лиза           |
| Хейли Пуллос        | Синди          |
| Уильям Праэл        | Ларри Уортон   |
| Дайан Голднер       | Джина Уортон   |
| Алекс Фельдман      | Чад            |
| Роберт Уиздом       | Рой            |

## Релиз
Премьера фильма состоялась 31 июля 2009 года в Соединённых Штатах, на DVD фильм вышел 6 апреля 2010 года, через девять месяцев после премьеры. В прокат вышел 12 февраля 2010 через Blockbuster LLC. DVD-версия включает в себя 2 удалённые сцены и альтернативный финал (в котором Аркин бы просто оставил Ханну смотрящей в окно, отбросив таким образом последние 25 минут фильма).
Кроме США фильм также вышел на экраны Канады (30 октября 2009 года — ограниченный прокат), Кувейта (25 февраля 2010 года), Бельгии (9 апреля 2010 года — Международный кинофестиваль фэнтэзи в Брюсселе), Нидерландов (18 апреля 2010 года — Кинофестиваль фантастических фильмов в Амстердаме, 10 августа 2010 года — выход на DVD), Финляндии (26 мая 2010 года), Мексики (4 июня 2010 года), Турции (4 июня 2010 года), Италии (23 июня 2010 года — Премьера на DVD), Великобритании (25 июня 2010 года), Франции (21 июля 2010 года — Премьера на DVD), России (5 августа 2010 года — всего посмотрело 17 730 человек), Казахстана (5 августа 2010 года), Новой Зеландии (12 августа 2010 года), Австралии (28 октября 2010 года) и Аргентины (9 декабря 2010 года).

## Реакция на фильм

### Критические обзоры
Отчёт сайта Rotten Tomatoes говорит о том, что 28 % из 74 критиков дали фильму положительную оценку, с средней оценкой 4,3 из 10. Общее мнение сайта звучало так: «Всё более утомительная демонстрации крови делает этот пыточный хоррор про домашнее вторжение скорее программным, чем провокативным» (англ. «Increasingly tedious displays of gore makes this torture porn home-invasion-horror more programmatic than provocative»). Среди лучших критиков Rotten Tomatoes, которыми являются популярные и известные критики работающие на газеты, веб-сайты, теле- и радиопрограммы, фильм имеет общий рейтинг одобрения 11 %, на основе выборки из 9 отзывов.
Сайт Metacritic, который вычисляет среднюю оценку, дал фильму рейтинг 29 % на основе 11 отзывов.
Клей Клейн с Black Entertainment Television отметил, что «Может, вы и содрогнетесь пару раз, но мы стали куда менее восприимчивы к подобным шаблонным фильмам ужасов. Это как когда поп-певица раздевается в миллиардный раз — да, она горячая штучка, но мы это уже видели» (англ. «You will squirm, but aren't we getting a bit desensitized to these routine torture flicks? It's like seeing a pop songstress get naked for the billionth time – yeah, she's hot, but we have all seen it before»). Сайт Bloody Disgusting дал фильму 3.5 балла из 5 и написал, что «Коллекционер — это сырой, твёрдый и бескомпромиссный фильм ужасов, который хочет обойти последнюю Пилу». Также указывалось, у фильма был потенциал, чтобы стать новым символом ужасов. Dread Central также высоко оценил фильм дав ему оценку 4 из 5. The Movie Spot дал фильму такую же положительную оценку. OneMetal удостоил фильм 3.5 баллов из 5 и были кратки в похвале, сказав: «Сделано фанами хоррора для поклонников ужасов, что мало для рекомендации фильма неподготовленным или разборчивым зрителям, но достаточно, чтобы возбудить любителей невыносимой атмосферы клаустрофобии и высокого напряжения рассказов о садистском насилии».

## Кассовые сборы
В день премьеры фильм показывался в 1325 кинотеатрах, заработав примерно 1 325 000 долларов США. Всего фильм в США собрал 7 712 114 долларов США. Общие кассовые сборы: 10 234 475 долларов США. Сборы в России составили 102 281 долларов.

## Продолжение
Патрик Мелтон сказал об этом в интервью:

Я не думаю, что продолжение будет обязательно, однако фильм принёс хорошую кассу. Он, конечно, не был блокбастером, он и так достаточно хорош, поэтому продюсер фильма, Микки Лидделл, хочет сделать продолжение и, конечно, хочет, чтобы я и Маркус приняли участие в работе над ним. Таким образом, мы работаем над возможностью написания нами сценария и режиссурой Маркуса, но сейчас это только предположения. Это возможно. Но я не могу представить себя в этой картине без Маркуса в качестве режиссёра.— 
К съёмкам приступили в октябре 2010 года. Ориентировочный бюджет составляет 10 миллионов долларов. Фильм вышел в 2012 году. Сюжет построен вокруг противостояния Коллекционера и Аркина.